# شهرستان پسچانوکوپسکی
شهرستان پسچانوکوپسکی (به لاتین: Peschanokopsky District) یک شهرستان در روسیه است که در استان روستوف واقع شده‌است.